# Mawlid
Le Mawlid (en arabe : ٱلْمَوّلِدُ),de son appellation complète al-Mawlid al-nabawi (en arabe : ٱلْمَوّلِدُ ٱلنَّبَوِيّ), littéralement « la naissance du prophète », est une commémoration de la naissance de Mahomet, prophète de l'islam. Elle est célébrée le 12 Rabia al awal dans les pays musulmans de tradition sunnite et le 17 Rabia al awal dans les pays musulmans de tradition chiite. Elle est aussi appelée maouloud, mouloud, mouled ou mevlid selon les pays.

## Histoire

### Traditions à la base de la fête
Selon la croyance musulmane, Mahomet naît entre 569 et 571. Cette année, Abraha, roi de Himyar, part pour conquérir La Mecque mais est repoussé. Abraha aurait monté un éléphant, d'où le nom d'« année de l'Éléphant ». S'il y a divergence sur l'année, la plupart des musulmans croient qu'il naît le 12 rabia al awal. D'autres sources situent la date au 8 ou au 10. Pour les chiites, il serait né le 17.

### Mise en place par les Fatimides
De son vivant, Mahomet n'a pas fêté son anniversaire puisque cela n'était pas de coutume chez les Arabes. Cette date donne lieu à des célébrations dans la première moitié des années 970, dans le califat chiite Fatimide , sous le règne de Al-Muʿizz li-Dīn Allāh, afin d'asseoir sa légitimité. La naissance de Mahomet était célébrée avec celles de son cousin-gendre Ali ibn Abi Talib, sa fille et épouse d'Ali Fatima Zahra, leurs fils Hussein et Hassan, et celle du sultan.
Sous le vizirat d'Afdal (1094-1121), vrai dirigeant à la place du calife Al-Musta'li, seules les célébrations des naissances de Hussein et de Hassan son gardées. Après sa mort en 1121, son fils Al-Mamun al-Batahi restaure toutes les célébrations en 1123.
Cette célébration est cependant réservée à l’élite religieuse et politico-militaire.

### Période ayyoubide et propagation dans le monde musulman
Les célébrations furent abolies par les Ayyoubides (XIIe – XIVe siècles) durant la période ayyoubide de l'Égypte, avant que l'émir Kokbori, beau-frère de Saladin, recommence à célébrer le Mawlid avec de grandes cérémonies pendant plusieurs jours. En Afrique noire, Hussein es-Sebtî al-Azefî (mort en 1236) fait célébrer cette fête pour contrer l'influence chrétienne.
Pour Kaptein, les Ayyubides fêtaient le Mawlid dans la continuité des Fatimides, alors que pour F. de Jong, le mawlid chiite a été oublié avant que la tradition soit relancée par les sunnites. Le mawlid aurait été ainsi célébré à partir de 1207 sous les Ayyoubides, à l'initiative de soufis, sous la forme de festivals. Rapidement les célébrations se sont propagées dans tout le monde musulman.

## Organisation des festivités

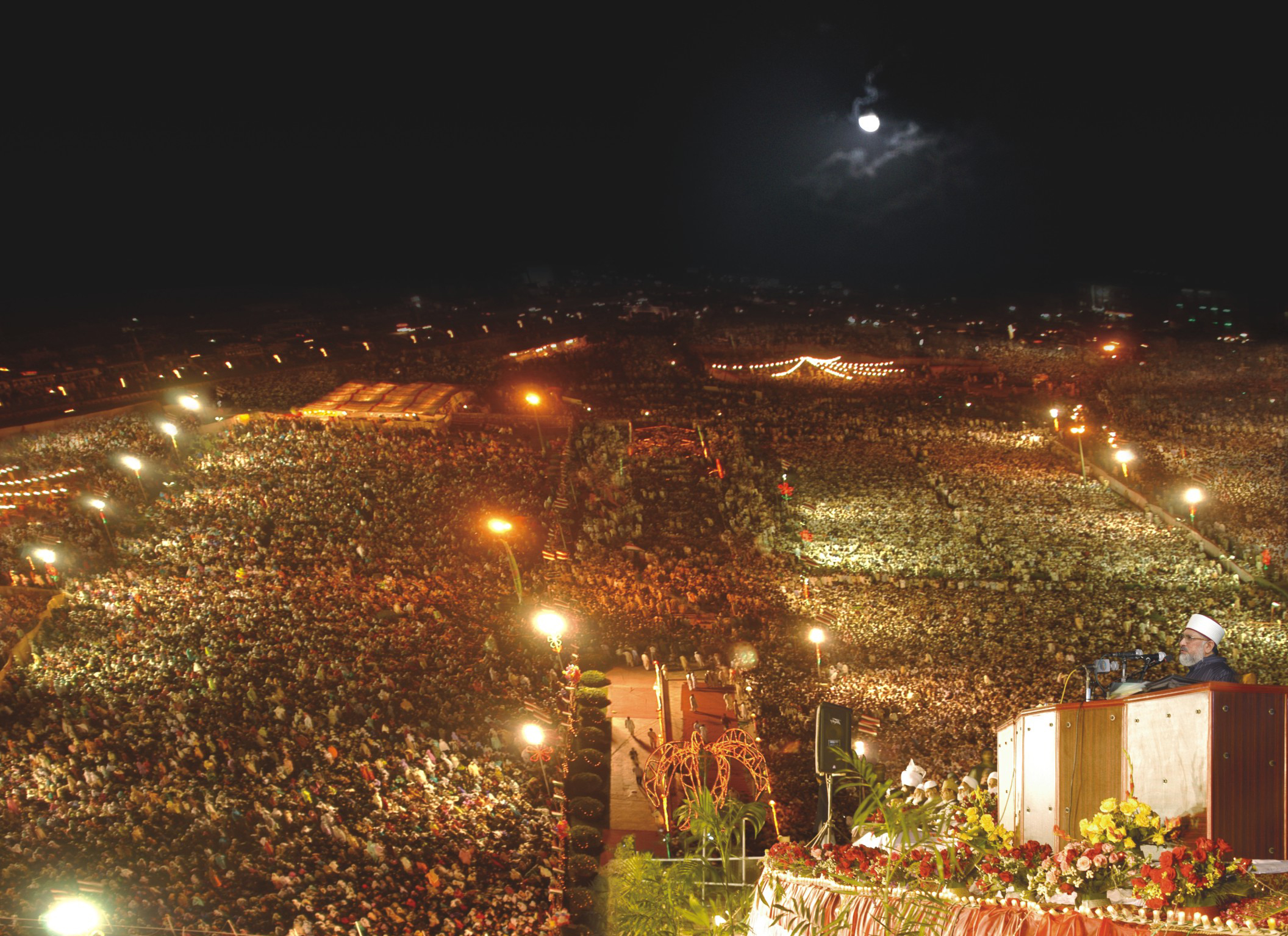
Mawlid à Lahore, Pakistan.

Sous les Fatimides, du halva était distribué durant toute la matinée, puis une prière était dirigée par le sultan à midi à la mosquée Al-Azhar. S'ensuivaient plusieurs représentations dans Le Caire et des sermons religieux dans les grandes mosquées de la ville. En fonction des époques et de la personnalité des souverains, le Mawlid n'avait pas de façons de célébrer et de durée fixes, ce n'était pas toujours une fête officielle. Le jour était généralement férié, et à Médine et à La Mecque, les gens sortaient leurs plus beaux habits et priaient dans une ambiance festive. Durant sa campagne d'Égypte, Napoléon Bonaparte a participé aux célébrations.
Pour Thomas Pierret, la participation d'oulémas aux rituels permet de leur donner une légitimité et d'affirmer leur autorité. Les femmes jouent un rôle important dans ces célébrations populaires.

## Légitimité de la célébration
Les soufis réussissent à faire accepter ces célébrations à la majorité du monde musulman. Pour une grande partie des savants musulmans, le mawlid n'est pas du shirk et est un acte de dévotion, rappelant le modèle du Prophète. Au bas Moyen-Âge, les théologiens malékites du Maghreb et d'Al Andalus sont partagés. Ainsi, le mawlid est célébré dans le Royaume de Grenade.
Par exemple, pour le théologien Abū ʿAbd al-Allāh Muḥammad al-Ḥaffār les « Pieux ancêtres » ne célébraient pas la nuit de la naissance du Prophète, puisqu'ils divergèrent quant au mois et au jour de sa naissance, le mois du Ramadan et pour d'autres durant celui de Rabīʿ. Il estime que les célébrations sont fixées par la Loi et non par les fidèles, qui pourraient commémorer l'hégire ou al-miraj. Ainsi, à cette époque, les théologiens malikites discutaient du bien-fondé de cette fête et du caractère permis ou interdit de certaines pratiques qui accompagnaient ces commémorations. Le mawlid a été accepté sous les Mérinides, où les théologiens comme Abd Allāh al-ʿAbdūsī à Fès soutenaient l'autorisation. Les souverains prenaient également en charge les frais liés aux cérémonies.
Pour Al-Suyuti, le mawlid est permis. Sa fatwa n'a pas été contestée à son époque. Il la motive par, selon lui, le fait que le Prophète a sacrifié sa propre vie pour exercer cette charge. Il continue en affirmant qu'Abu Lahab, pour avoir célébré son anniversaire enfant, verra son supplice en enfer atténué, et par analogie, affirmer que le musulman sera récompensé s'il ressent une telle joie.
En réponse à al-Fakihani, qui arguait qu'il n'y a pas de preuve historique de telles célébrations, al-Suyuti affirme que ne pas connaître une information ne veut pas dire qu'elle n'existe pas. Il dit dans le même ouvrage : « L’innovation (al-bid’ah) ne se limite pas en interdiction et déconseillé, mais elle peut être aussi : permise, recommandée et obligatoire ». Il ajoute aussi que célébrer la naissance d'un enfant est permis..
Ibn Hajar al-Asqalani a aussi approuvé le mawlid, de même que Abu Shama,, Ibn al-Hajj, de même que Ibn Hajar al-Haytami, Ibrahim al-Bajuri et Ibn Abidin, Ali al-Qari, Muḥammad ibn Jaʿfar al-Kattānī (d. 1345 A.H.), Ibn al-Jazari, qui attribue aux célébrations l'accès au Paradis.
Taj al-Din al-Fakihani considère le mawlid makruh ou haram, n'y trouvant aucune base., qu'il qualifie le bidaa, de même qu'Ibn al-Haj al-Abdari, Al-Shatibi le considère interdit..
Pour le théologien tunisien Mohamed Tahar Ben Achour, non seulement le mawlid est permis, mais il est selon lui recommandé. Il utilise pour cela des énoncés scripturaires, des raisonnements logiques, et des déductions finalistes. En l'absence de verset explicite, il se base sur les versets évoquant les « jours de Dieu », que le Coran appelle à vénérer, affirmant que des théologiens se sont basés sur celui-ci pour rendre licite le mawlid. Il se base aussi sur des hadiths narrant des récits où des apôtres ont exprimé leur joie envers le Prophète. Par la suite, il se réfère au théologien Qāsim al-Burzulī qui soutient la célébration de cette fête. Il estime par ailleurs que cette célébration a été suscitée à ses auteurs par une « inspiration divine » posant la question de savoir s'il existe jour plus heureux que celui où « apparu celui qui sauvera les humains de l’égarement, celui qui les extirpa des ténèbres du polythéisme et des vices de l’ignorance ». Il estime que célébrer le souvenir de l'intermédiaire ayant transmis la religion, y compris les deux fêtes, est encore plus légitime. Il serait plus pertinent de célébrer la cause plutôt que l'effet, l’origine avant la conséquence. Il cite ensuite une citation favorable au mawlid qu'il attribue à Ibn al-Jawzī (1116-1201), théologien hanbalite, dont le courant est connu pour son opposition à la commémoration du Mawlid. Il se réfère enfin au fait que le mawlid était une fête officielle sous les souverains tunisiens. À celle-ci assistaient, oulémas, élites militaires, commerçants et habitants de la capitale Tunis, et à cette occasion, les postes politique et religieux étaient attribués. Enfin, pour le chercheur Nejmeddine Khalfallah, Ben Achour répond aux avis minoritaires et marginaux malikites qui soutiennent l'interdiction de la pratique, et aux wahhabites.
De même, le mawlid est accepté par l'Association des oulémas musulmans algériens, et notamment son fondateur Abdelhamid Ben Badis. Celui-ci y compose un poème et juge que la pratique est une bid‘a ḥasana.
Pour les opposants à la célébration, qui sont principalement les wahhabites, ceux-ci y voient une innovation blâmable. Par ailleurs, alors que les wahhabites sont opposés au soufisme, les détracteurs du mawlid le rejettent en l'assimilant au soufisme. Celui-ci alimente cependant le discours des écoles juridiques et inversement. Certains fidèles voient au mawlid une innovation blâmable, reprochant aux soufis l'introduction de pratiques jugées hétérodoxes, comme la promiscuité entre hommes et femmes, le chant ou la mise en place processions avec cierges, qu'ils assimilent à des pratiques chrétiennes. De nos jours, au cours des semaines précédent le mawlid, en s'appuyant sur des fatwas, les wahhabites tentent de dissuader les musulmans de célébrer la fête, y compris sur les réseaux sociaux. Pour les modernistes, le mawlid est contraire à la modernité.
Enfin, la position d'Ibn Taymiyya est ambigue au point où celle-ci est instrumentalisée par les soutiens et les détracteurs du mawlid. Celui-ci, tout en qualifiant la pratique d'innovation, estime que ses pratiquants obtiendraient une récompense divine et ne prône pas son interdiction.

## Aujourd'hui

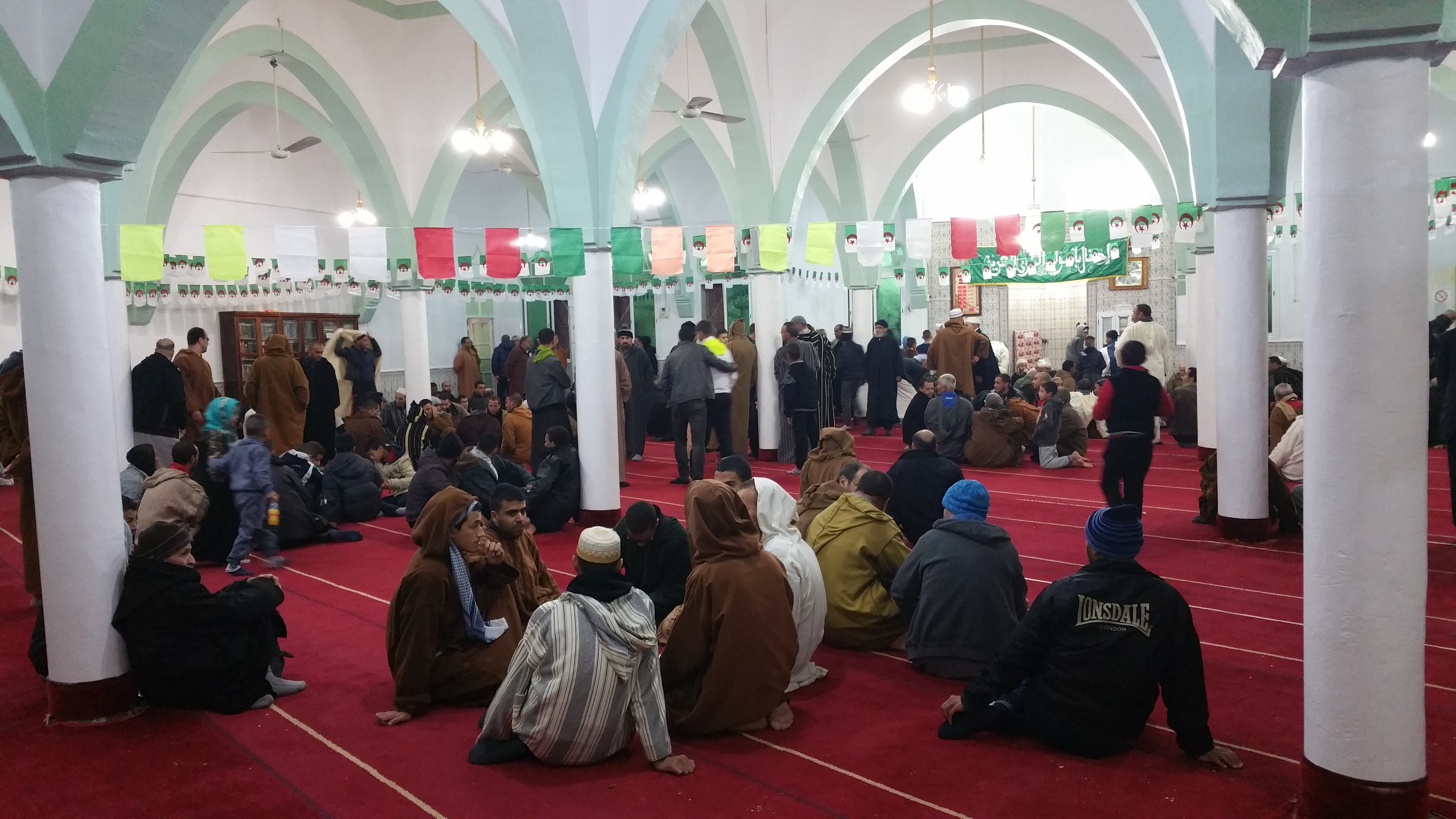
Récitation du Coran dans une mosquée en Algérie à l'occasion du Mawlid.

Dans la plupart des États musulmans qui le reconnaissent, le jour du Mawlid est férié.
En Arabie saoudite cependant, le ministère des Affaires religieuses considère cette fête comme étrangère à l'Islam et comme une innovation d'origine non religieuse - bien que sa célébration ne soit pas interdite par les autorités. Une semaine, qui n'est pas utilisée pour se rapprocher d'Allâh (pas religieuse), mais dans un but didactique, y est occasionnellement[Quand ?] dédiée à Mohammed ben Abdelwahhab.
Au Maroc, cette fête a été officiellement introduite en 1292, par le sultan mérinide Abû Ya`qûb Yûsuf an-Nasr. Aujourd'hui, la fête du Mawlid engendre deux jours fériés.
En Tunisie, ce jour est également férié. Un repas familial est préparé à cette occasion. Une crème pâtissière à base de pignons de pin d'Alep appelée Assidat zgougou est préparée pour cette fête.
Au Sénégal et au Mali, où il est appelé Gamou, du nom du mois de mouharam en wolof, d'importantes célébrations y sont organisés. Les Tijani se rendent notamment dans la ville de Tivaouane, fondée par l'imam Malick Sy, pour y célébrer une importante commémoration rythmée par des poèmes chantés en l'honneur du Prophète et des conférences parlant de sa vie et sa grandeur.
En Libye, le dirigeant Kadhafi organisait depuis 2006 une grande fête du Mouloud dans divers pays en partenariat avec Ligue populaire et sociale des tribus du Grand Sahara.
Au Kenya sur l'île de Lamu (dont la capitale est considérée comme une ville sainte dans la culture swahilie), le Mawlid est chaque année l'occasion d'un festival culturel entourant un important pèlerinage, qui attire des fidèles de toute la région, sous l'égide du Sharif. Organisé pour la 123e fois en octobre 2013, le festival appelé localement « Maulidi » a attiré plus de 30 000 visiteurs venant principalement de la côte est-africaine (Somalie, Tanzanie, Comores...), mais aussi du Moyen-Orient, de toute l'Afrique orientale ainsi que quelques touristes occidentaux.
« La procession et les célébrations de la naissance du prophète Mahomet au Soudan » sont inscrites sur la liste représentative du patrimoine culturel immatériel de l'humanité par l'UNESCO en décembre 2023.

Préparations de figurines de sucres pour Mawlid an-nabi, 1980. Tropenmuseum
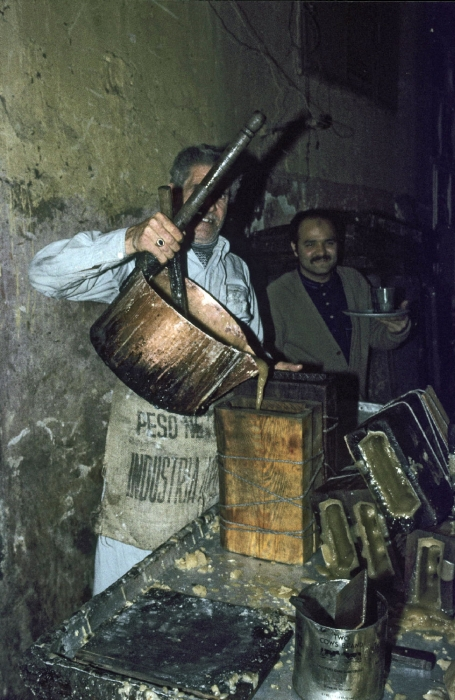
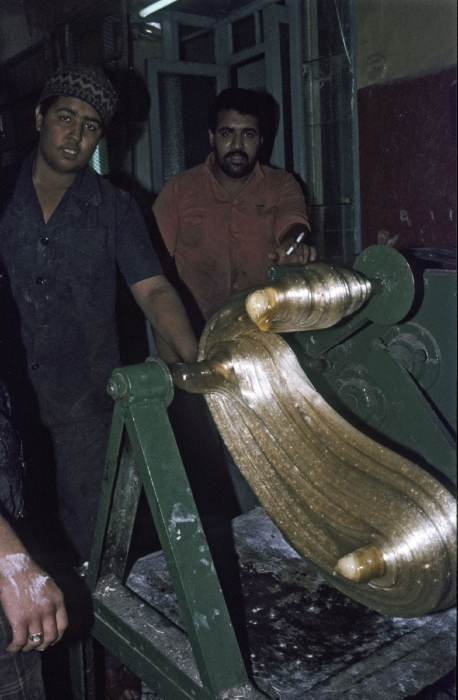
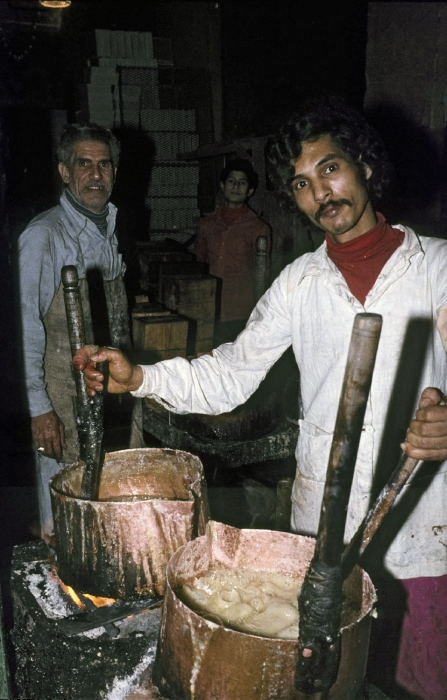
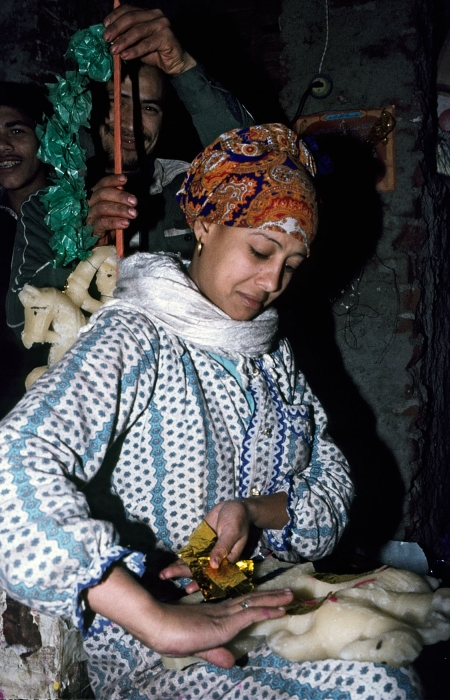
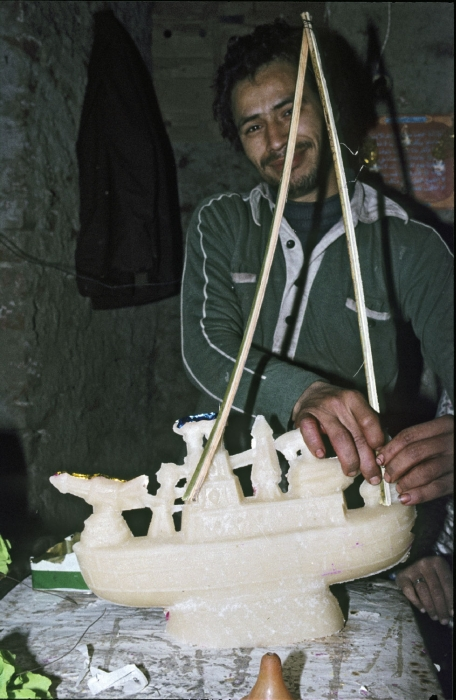